# Yitzhak Dorbelo
Yitzhak Dorbelo (XII secolo – XII secolo) è stato un mercante e viaggiatore francese di cultura ebraica.
Viaggiò molto e si recò in Polonia, in Russia, nella Boemia e in Germania. Intorno al 1140 fece visita a Rabbenu Tam a Ramerupt.
Lo storico Itzhak Schipper ricorda che Yitzhak (o Isaac ) scrisse un resoconto di un suo viaggio in Polonia, in compagnia di commercianti ebrei radaniti.